# Sebastian Fleiter

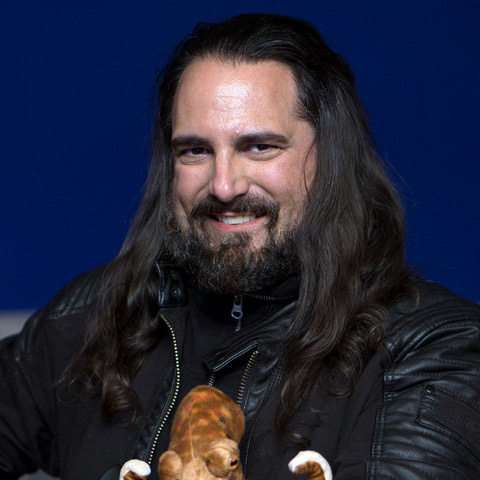
Sebastian Fleiter

Sebastian Fleiter (* 24. März 1971 in Hamburg) ist ein deutscher Medienkünstler, Konzeptkünstler, Designer und Unternehmer.

## Leben und Werk
Sebastian Fleiter machte nach Schulbesuchen am Städtischen Gymnasium in Wülfrath und an der Ames High School in Iowa, 1991 das Abitur am Geschwister-Scholl-Gymnasium in Velbert. 1992–1997 folgten Zivildienst und Arbeit am Freien Werkstatt Theater Köln, 1995 ein Bühnenfeuerwerkerlehrgang an der Sprengschule Dresden. 1995–1999 arbeitete er am Age Exchange Theater in London. 1995 absolvierte er die Stage Design Summer School an der Royal Academy of Dramatic Art in London. Danach absolvierte Sebastian Fleiter zwei Studiengänge an der Kunsthochschule Kassel. Zum einen „Freie Bildende Kunst“ bei Rob Scholte, von 1998 bis zum Abschluss 2002 bei Karin Stempel und Alf Schuler. Zum zweiten „Visuelle Kommunikation“ mit dem Schwerpunkt „Neue Medien“, von 1998 bis zum Abschluss mit Auszeichnung 2006 bei Björn Melhus und Joel Baumann. 2004 verbrachte er einige Monate mit einem DAAD-Auslandsstipendium in Kalifornien. 2004 begründete Fleiter die „Nachrichtenmeisterei“, ein Kreativ-Gründungszentrum und Netzwerk in Leerstandsgebäuden der Deutschen Bahn in Kassel. 2007 gründete Sebastian Fleiter sein Label „Atelier Fleiter“. 2011 realisierte er das Projekt THE ELECTRIC HOTEL, eine mobile strom-, wissen- und ideengenerierende Plattform für Großveranstaltungen. Für dieses Projekt wurde Fleiter vom Bundesministerium für Wirtschaft und Technologie und dem Beauftragten der Bundesregierung für Kultur und Medien als „Kreativpilot der Bundesrepublik Deutschland“ ausgezeichnet.
Fleiter verbindet in seiner Arbeit häufig künstlerische Methodik und Entrepreneurship und arbeitet im Spannungsfeld Kunst-Wissenschaft-Politik. Seine Arbeiten waren unter anderem zu sehen auf der Vancouver Biennale 2005 bis 2006 oder 2002 bei einer Gruppenausstellung des Museum für Moderne Kunst in Frankfurt am Main. Seit 2011 war er mit seinen künstlerischen Arbeiten an eher kunst-unüblichen Orten vertreten, auf internationalen Musikfestivals wie dem Wacken Open Air, dem Shambala-Festival in Großbritannien, dem Pukkelpop-Festival in Belgien, oder dem DGTL-Festival in Amsterdam. Sebastian Fleiter war einige Jahre im Vorstand des KasselerKunstVereins, und Mitkurator der Medienkunstausstellung MONITORING des Kasseler Dokumentarfilm- und Videofest. Er hatte Lehraufträge und gab Workshops an Hochschulen und Grundschulen im In- und Ausland. Ferner ist er in einigen Ausschüssen zum Thema Kreativwirtschaft tätig, und mit Vortragsreihen unterwegs. Sebastian Fleiter wurde ausgezeichnet vom Bundeswirtschaftsministerium mit dem Designpreis der Bundesrepublik Deutschland in Gold, und als Green Ambassador von der britischen Green Organisation. Er erhielt den internationalen Green Apple Award in Westminster Abbey, den Green World Award in Seoul und wurde Landessieger des EIT Climate KIC Start Up-Programms der Europäischen Union. Sebastian Fleiter wurde 2020 für den Green Guardians Guide des IQ-Magazins der ILMC ausgewählt. Die ILMC ist die größte jährlich stattfindende internationale Konferenz der Veranstaltungsbranche.
Seit 2016 ist Sebastian Fleiter mit der Illustratorin und Autorin Florentine Joop verheiratet. Sie leben mit vier Kindern, wovon drei aus vorherigen Partnerschaften stammen, sowie einer gemeinsamen Tochter in Potsdam.

## Gruppenausstellungen
- 2001: „bürger. gehorsam.“, European Media Art Festival, Osnabrück
- 2002: „Schwanengesang“, Ausstellung Leuchtspur, Museum für moderne Kunst, Frankfurt am Main
- 2005/2006: „Swan Song“, Vancouver Biennale
- 2018: diverse Arbeiten, Ausstellung Lebenswege, Kunstverein Kassel
- 2018: diverse Arbeiten, Ausstellung Artcamp, Potsdam

## Ehrungen
- 2001: European Media Art Award, Osnabrück[7]
- 2009: Kulturförderpreis der Stadt Kassel[8]
- 2011: Kreativpilot der Bundesrepublik Deutschland[2]
- 2012: Designpreis der Bundesrepublik Deutschland in Gold
- 2012: promotion Nordhessen Business Plan Wettbewerb, Sonderpreis Dezentrale Energie (SMA AG)[9]
- 2013: E.I.T Climate-KIC Startup of the Year, Germany[10]
- 2016: Green World Award for Innovation, Global Gold Award[11]

## Publikationen
- 2001: European Media Art, Katalog „Inside | outside“
- 2003: Blickachsen 4, Ausstellungskatalog
- 2004: Grenzüberschreitungen, Katalog, Kunstverein Ellwangen e.V.
- 2014: „Werde was du kannst“, Kerstin Gernig, Murmann Verlag, ISBN 978-3-86774-383-9
- 2015: Hundert Briefe an Deutschland, Nicolaische Verlagsbuchhandlung, ISBN 978-3-89479-964-9
- 2017: Berlin Design Digest, Slanted Publishers, ISBN 978-3-9818296-0-0